# غاري هولت (موسيقي)
غاري هولت (بالإنجليزية: Gary Holt)‏ هو موسيقي وكاتب أغاني وعازف قيثارة أمريكي، ولد في 4 مايو 1964 في ريتشموند في الولايات المتحدة.

## وصلات خارجية
- الموقع الرسمي
- غاري هولت على موقع IMDb (الإنجليزية)
- غاري هولت على موقع ميوزك برينز (الإنجليزية)
- غاري هولت على موقع أول ميوزيك (الإنجليزية)
- غاري هولت على موقع ديسكوغز (الإنجليزية)
- غاري هولت على موقع قاعدة بيانات الفيلم (الإنجليزية)